# Tolkanjärvi
Tolkanjärvi är en sjö i Finland. Den ligger i kommunen Utajärvi i landskapet Norra Österbotten, i den centrala delen av landet, 500 km norr om huvudstaden Helsingfors. Tolkanjärvi ligger 130,2 meter över havet. Arean är 56,3 hektar och strandlinjen är 17,83 kilometer lång. Sjön  ingår i Uleälvens huvudavrinningsområde.   I omgivningarna runt Tolkanjärvi växer i huvudsak blandskog.